# Protothaca staminea
Protothaca staminea är en musselart som först beskrevs av Conrad 1837.  Protothaca staminea ingår i släktet Protothaca och familjen venusmusslor. Inga underarter finns listade i Catalogue of Life.
Höger och vänster klaff av samma exemplar:

Höger klaff
Vänster klaff